# Risvävare
Risvävare (Ploceus hypoxanthus) är en fågel i familjen vävare inom ordningen tättingar.

## Utseende och läte
Risvävaren är en lysande gul finkliknande fågel med en tjock och kraftfull näbb. Hanen är påskliljegul med svart ögonmask, mörk näbb och fjällaktiga fläckar på ryggen. Honan är mattare gul med ljusrosa inslag i näbben, svagare ryggteckning och mycket otydligare ansiktsteckning. Bayavävaren är inte lika gul och honan har mörkare teckningar på rygg och vingar. 

## Utbredning och systematik
Risvävare delas in i två underarter med följande utbredning:
- P. h. hymenaicus – förekommer från södra Myanmar till centrala Thailand, Kambodja och södra Vietnam
- P. h. hypoxanthus – förekommer på Sumatra och Java

## Levnadssätt
Risvävaren bebor låglänt fuktig odlingsbygd och naturliga våtmarker. Hanen bygger runda gräsbon i små kolonier.

## Status och hot
Arten har ett stort utbredningsområde, men tros minska i antal, dock inte tillräckligt kraftigt för att den ska betraktas som hotad. Internationella naturvårdsunionen IUCN listar därför arten som livskraftig (LC).